# Du, Herre, gott ej fann
Du, Herre, gott ej fann är en psalm med text skriven av Johan Olof Wallin.

## Publicerad i
- 1819 års psalmbok som nr 338 under rubriken "Makar, föräldrar, barn".[1]